# Dave Silk (Eishockeyspieler)
David Mark „Dave“ Silk (* 1. Januar 1958 in Scituate, Massachusetts) ist ein ehemaliger US-amerikanischer Eishockeyspieler. Während seiner Karriere spielte er unter anderem in der National Hockey League für die New York Rangers und in der Eishockey-Bundesliga für den Mannheimer ERC.

## Karriere

### Amateur
Silk begann seine Laufbahn als Amateur an der Thayer Academy in Braintree, wechselte dann aber für ein Collegestudium an die Boston University und spielte dort für die Boston University Terriers. In 110 Spielen als Amateur konnte er 120 Tore erzielen. 1979 erfolgte sein Wechsel zur Nationalmannschaft der USA. Der Trainer der Mannschaft, Herb Brooks, wollte rechtzeitig eine Mannschaft für die Olympischen Winterspiele 1980 in Lake Placid formen. Silk sollte zu einem wichtigen Baustein der Nationalmannschaft werden und konnte sich bei den Vorbereitungsspielen gegen zahlreiche Konkurrenten durchsetzen, was zu seiner Nominierung für die Spiele führte. Silk machte für die Nationalmannschaft 63 Spiele, davon sieben bei der Olympiade. Insgesamt konnte er 14 Tore erzielen, davon zwei in Lake Placid. Die Mannschaft konnte sich in Lake Placid für die Endrunde der Winterspiele qualifizieren und dort die favorisierte Mannschaft der UdSSR mit 4:3 besiegen. Das Spiel ging später als das Miracle on Ice in die Sportgeschichte ein. Nach einem weiteren Sieg gegen die Mannschaft aus Finnland mit 4:2, Silk erzielte dabei einen Assist, hatten die USA die Goldmedaille gewonnen.

### Profi
Bereits 1978 hatten die New York Rangers Silk in der vierten Runde an 59. Stelle des NHL Amateur Draft 1978 ausgewählt. Die folgenden drei Jahre spielte Silk bei den Rangers, konnte sich dort aber nicht auf Dauer durchsetzen und wurde noch im Laufe der Saison 1982/83 in die Minor Leagues geschickt, wo er für die Tulsa Oilers in der Central Hockey League und die Binghamton Whalers in der American Hockey League auflief. Silk spielte bis 1986 noch für insgesamt drei weitere NHL-Teams, für die Boston Bruins, Detroit Red Wings und die Winnipeg Jets. In keinem Verein gelang ihm der Durchbruch, immer wieder musste er den Weg in die Unterklasse antreten. Insgesamt kam er zu 249 Spielen in der NHL während der regulären Saison.
1986 nahm er dann ein Angebot des Mannheimer ERC an und wechselte nach Deutschland. In Mannheim war der Techniker drei Jahre tätig und entwickelte sich neben Paul Messier, Peter Obresa, Georg Holzmann und Marcus Kuhl zu einem der Topscorer der Mannschaft. In seiner ersten Saison in Mannheim gewann er mit seinem Team die Vizemeisterschaft. In 117 Spielen gelangen Silk 75 Tore für die Mannschaft aus Mannheim. 1989 wechselte er nach Berlin zu den BSC Preussen, wo auch sein ehemaliger Mannheimer Mannschaftskamerad Georg Holzmann unter Vertrag stand. Nach zwei Spielzeiten beendete er 1991 nach 90 Spielen für diese Mannschaft und 62 Toren seine Laufbahn.

### Trainer
Silk kehrte nach seiner Spielerlaufbahn an sein altes College in Boston zurück und war dort als Assistenztrainer tätig.

## Ehrungen
Silk ist Mitglied in der United States Hockey Hall of Fame, United States Olympic Hall of Fame und in der Massachusetts Hockey Hall of Fame. Die amerikanische Zeitschrift Sports Illustrated wählte ihn 1980 zusammen mit seinen Mitspielern der Olympiamannschaft zum Sportsman of the Year.